# Radamsades
Radamsades lub Radamasadios, właśc. Tyberiusz Juliusz Radamsades (gr.:  Τιβέριος Ἰούλιος Ραδαμσαδης,  Tibérios Ioúlios Teiranēs) (zm. 323) – król Bosporu od 308 do swej śmierci. Prawdopodobnie syn króla Bosporu Tyberiusza Juliusza Totorsesa i nieznanej z imienia królowej.
Radamsades przez swego ojca miał perskich, greckich, rzymskich, trackich i prawdopodobnie sarmackich przodków. Był bowiem potomkiem pontyjskich Mitrydatydów, syryjskich Seleucydów, macedońskich Antypatrydów, macedońskich Antygonidów, trackiej dynastii sapejskiej oraz rzymskiego rodu Antoniuszów. Poprzez triumwira rzymskiego Marka Antoniusza, był spokrewniony z różnymi członkami rzymskiej dynastii julijsko-klaudyjskiej, pierwszej dynastii rządzącej cesartwem rzymskim.
Objął tron po śmierci ojca Totorsesa w 308 r. Prawdopodobnie nie rządził samodzielnie, bowiem w tym czasie królem był także Tyberiusz Juliusz Sauromates IV, prawdopodobnie jego stryj. Po jego śmierci (311? r.) rządził razem z Tyberiuszem Juliuszem Reskuporisem V, zapewne synem Sauromatesa IV. Radamsades był współczesny panowaniu tetrarchów rzymskich oraz Konstantyna I Wielkiego. Na jego zachowanych monetach tytuł królewski w języku greckim brzmi BACIΛEѠC PAΔΑΨ („[Moneta] króla Radaps[adesa]”) lub BACIΛEѠC PAΔΑМС („[Moneta] króla Radams[adesa]”). Podczas jego panowania stosowano różne metale w biciu monet bosporańskich. Mało jest znanych informacji na temat jego życia i panowania. Prawdopodobnie nie był żonaty oraz nie miał potomstwa. Kiedy zmarł w 323 r., jego brat stryjeczny Reskuporis V stał się jedynym władcą Bosporu.